# دیکانکا
دیکانکا (به لاتین: Dykanka) یک شهرستان در اوکراین است که در استان پولتاوا واقع شده‌است.

## خصوصیات
دیکانکا ۱۱٫۷۴ کیلومترمربع مساحت و ۸٬۲۳۲ نفر جمعیت دارد و ۷۲ متر بالاتر از سطح دریا واقع شده‌است.

## نگارخانه

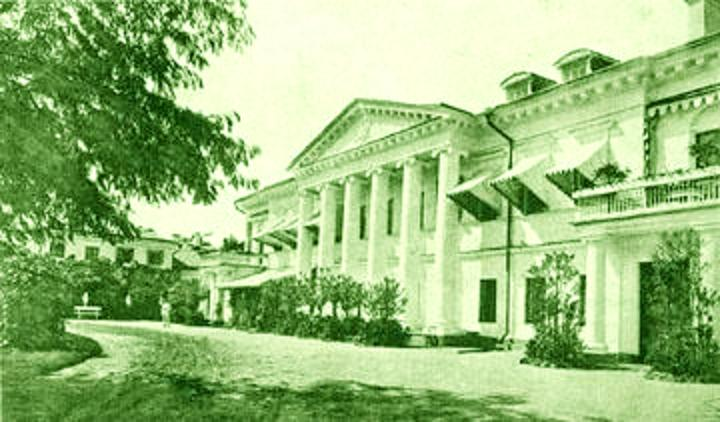
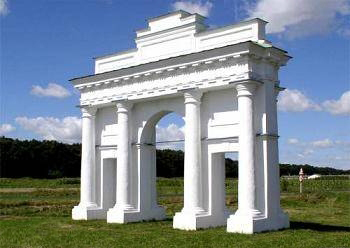
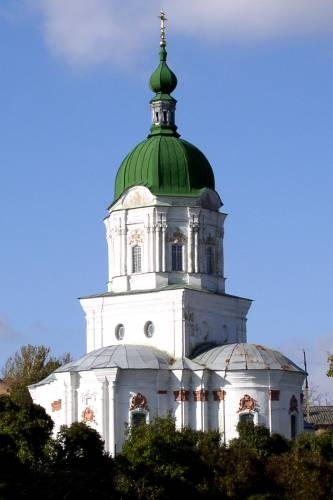
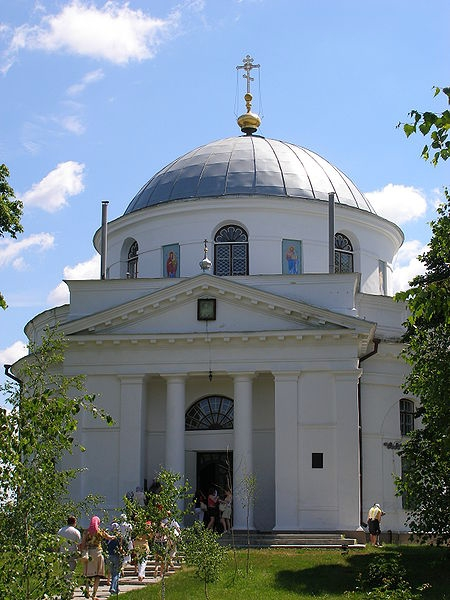
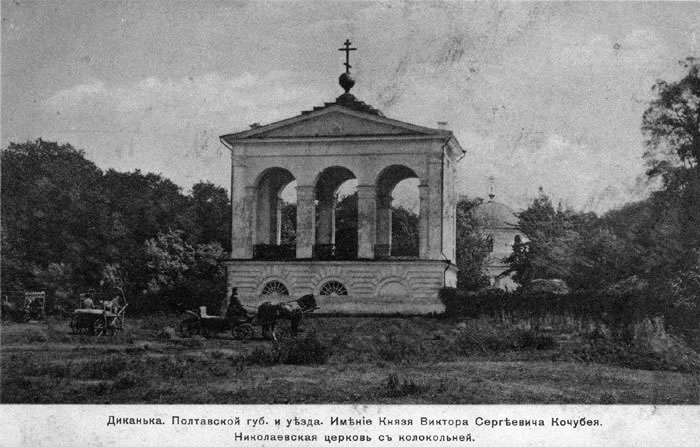
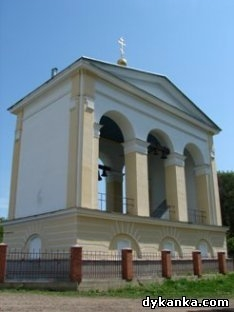
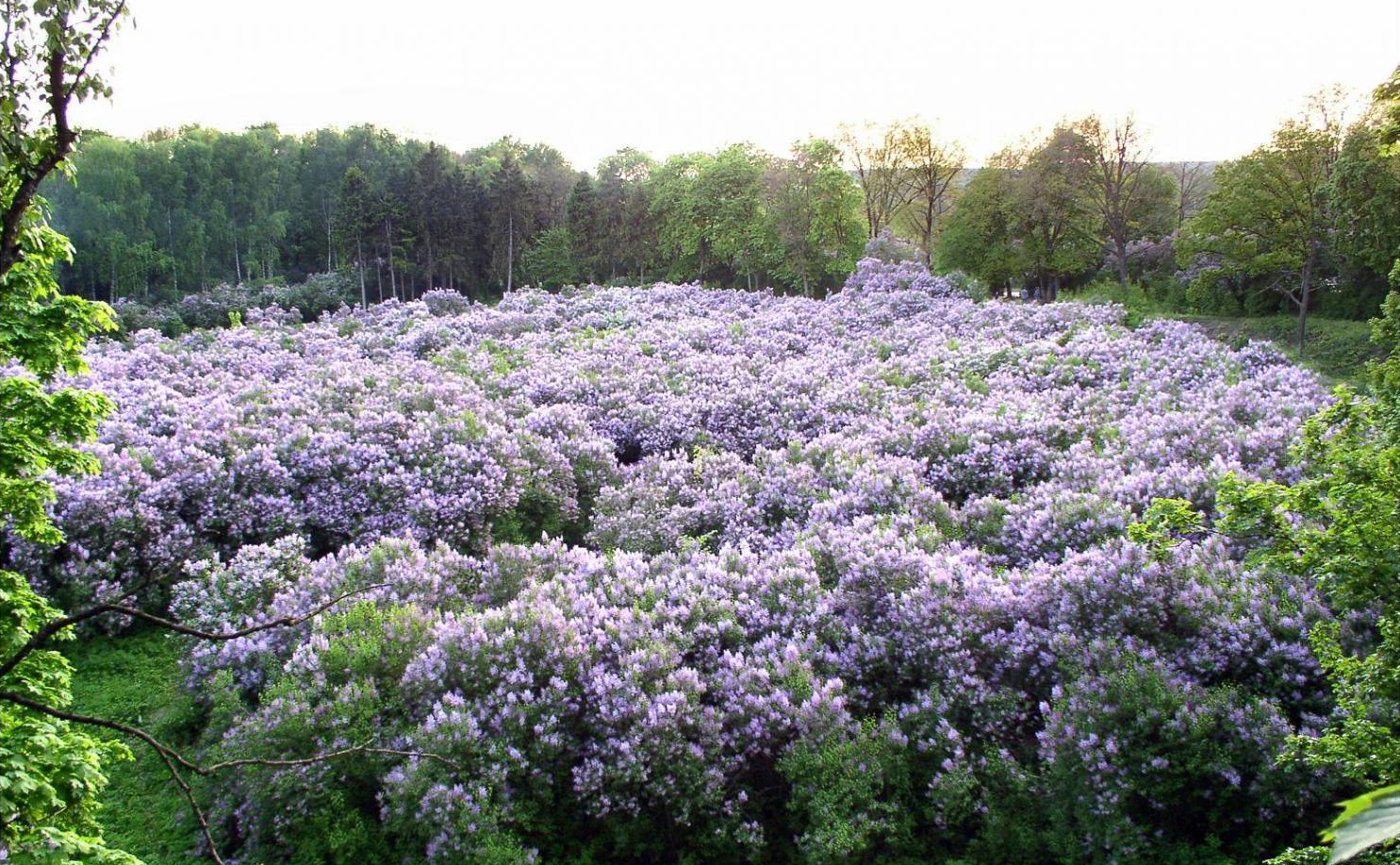
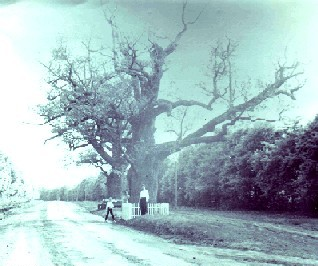